# Carterornis chrysomela
Carterornis chrysomela là một loài chim trong họ Monarchidae.